# Luksemburg na Letnich Igrzyskach Olimpijskich 2000
Reprezentacja Luksemburgu na Letnich Igrzyskach Olimpijskich 2000 w Sydney liczyła cztery osoby, dwóch mężczyzn i dwie kobiety.

## Występy reprezentantów Luksemburga

### Pływanie
100 m mężczyzn motylkiem
- Luc Decker

1. eliminacje – 56.10 (nie awansował dalej)
 100 m mężczyzn w stylu klasycznym
- Alwin de Prins

1. eliminacje – 01:04.37 (nie awansował dalej)
50 m kobiet w stylu dowolnym
- Lara Heinz

1. eliminacje – 26.55 (nie awansowała dalej)
100 m kobiet w stylu dowolnym
- Lara Heinz

1. eliminacje – 58.55 (nie awansowała dalej)

### Triathlon
Indywidualna Konkurencja kobiet
- Nancy Kemp-Arendt – 2:03:14.94 (10 miejsce)